# Nederlandse voetbalkampioenen 2016/17
Dit is de lijst van Nederlandse voetbalkampioenen van het seizoen 2016/17.
Bij de mannen betreft het de kampioenen van de veldvoetbalcompetities voor de standaardelftallen, zijnde de beide profcompetities, de Tweede divisie en de 185 competities in de zaterdag- en zondagafdeling van het amateurvoetbal (respectievelijk 72 en 113) van de Derde divisie tot en met de Vijfde klasse.
Bij de vrouwen betreft het de landskampioen en de 31 kampioenen van de Topklasse, Hoofdklasse en de Eerste klasse op landelijk niveau en de Tweede- en Derde klasse op districtsniveau.

## Mannen
In de Eredivisie werd de kampioen dit seizoen pas na de laatste speelronde bekend. Feyenoord, die na alle speelronden de koppositie had ingenomen, behaalde de landstitel, de eerste volgend op die van het seizoen 1998/99. De landstitel werd hiermee voor de 15e keer gewonnen. Het was voor Feyenoord de 10e titel in de eredivisie.
In de Eerste divisie (Jupiler League) werd VVV-Venlo kampioen. Het was voor VVV-Venlo, na de seizoenen 1992/93 en 2008/09, het derde kampioenschap in deze divisie. VVV-Venlo komt hierdoor in het seizoen 2017/18 voor de negende keer in de Eredivisie uit. De eerste acht perioden omvatte 20 seizoenen.
In het eerste seizoen van de nieuwe Tweede divisie werd Jong AZ op 1 april 2017 als eerste kampioen van alle mannencompetities samen.
In de zaterdagafdeling werden AFC (West-I, 2A-1A), HVV Te Werve (West-II, 3B-2C) en De Griffioen (Noord, 4D-3A) en bij de zondagclubs AGB (West-I, 3C-2B), Oirschot Vooruit (Zuid-I, 3D-2F), RKZVC (Oost, 3C-2I), FC Assen (Noord, 3B-2L), ONA (West-II, 4B-3C) en Centrum Boys (Zuid-II, 4C-3B) voor het tweede opeenvolgende jaar kampioen in hun competitie.

### Landelijk
| Competitie     | Zaterdag         | Zondag         |
| -------------- | ---------------- | -------------- |
| Eredivisie     | Feyenoord        | Feyenoord      |
| Eerste divisie | VVV-Venlo        | VVV-Venlo      |
| Tweede divisie | Jong AZ          | Jong AZ        |
| Derde divisie  | IJsselmeervogels | ASV De Dijk    |
| Hoofdklasse A  | VV Spijkenisse   | ADO '20        |
| Hoofdklasse B  | ACV              | Blauw Geel '38 |

### Zaterdagclubs
N.B. Clubs gemarkeerd met * werden kampioen na beslissingswedstrijd.
| West I | West I                 | West II | West II           | Zuid I | Zuid I             | Oost | Oost         | Noord | Noord           |
| C.     | Kampioen               | C.      | Kampioen          | C.     | Kampioen           | C.   | Kampioen     | C.    | Kampioen        |
| ------ | ---------------------- | ------- | ----------------- | ------ | ------------------ | ---- | ------------ | ----- | --------------- |
| 1A     | AFC                    | 1B      | FC 's-Gravenzande | 1C     | VV Rijsoord        | 1D   | VV Berkum    | 1E    | HZVV            |
|        |                        |         |                   |        |                    |      |              |       |                 |
| 2A     | WV-HEDW *              | 2C      | HVV Te Werve      | 2E     | Bruse Boys         | 2G   | VV Hierden   | 2I    | Zeerobben       |
| 2B     | DHSC                   | 2D      | VV Heerjansdam    | 2F     | FC Delta Sports'95 | 2H   | DZC '68      | 2J    | VV Groningen    |
|        |                        |         |                   |        |                    |      |              |       |                 |
| 3A     | FC Castricum           | 3A      | LVV Lugdunum      | 3A     | VV Arnemuiden      | 3A   | AVW '66      | 3A    | De Griffioen    |
| 3B     | Blauw-Wit Beursbengels | 3B      | SV Die Haghe      | 3B     | VV Zwaluwe         | 3B   | TOV          | 3B    | Wykels Hallum   |
| 3C     | HC & FC Victoria       | 3C      | CVV Berkel *      | 3C     | Drechtstreek       | 3C   | VSCO '61     | 3C    | SV Marum        |
| 3D     | Odysseus '91           | 3D      | VV Rhoon          | 3D     | VV Woudrichem      | 3D   | Voorwaarts V | 3D    | DESZ            |
|        |                        |         |                   |        |                    |      |              |       |                 |
| 4A     | Alcmaria Victrix *     | 4A      | VV Van Nispen     | 4A     | Bevelanders *      | 4A   | AZ 2000      | 4A    | TOP '63         |
| 4B     | DVC Buiksloot          | 4B      | Duindorp SV       | 4B     | VV Wemeldinge      | 4B   | SV Otterlo   | 4B    | SC Leovardia    |
| 4C     | SV De Meer             | 4C      | FC Oudewater      | 4C     | SEOLTO             | 4C   | Swift '64    | 4C    | Mamio           |
| 4D     | DEM *                  | 4D      | DVO '32           | 4D     | GVV '63            | 4D   | ASV '57      | 4D    | FDS             |
| 4E     | RKSV Pancratius        | 4E      | VV Dilettant      | 4E     | Willem II          |      |              | 4E    | Be Quick 1887   |
| 4F     | Cobu Boys              | 4F      | GHVV '13          |        |                    |      |              |       |                 |
| 4G     | VV Maarssen *          | 4G      | VV Zinkwegse Boys |        |                    |      |              |       |                 |
| 4H     | Candia '66             |         |                   |        |                    |      |              |       |                 |
|        |                        |         |                   |        |                    |      |              |       |                 |
|        |                        |         |                   |        |                    |      |              | 5A    | VV Stedum       |
|        |                        |         |                   |        |                    |      |              | 5B    | Harkema-Opeinde |
|        |                        |         |                   |        |                    |      |              | 5C    | VCR             |
|        |                        |         |                   |        |                    |      |              | 5D    | VV Sleat        |
|        |                        |         |                   |        |                    |      |              | 5E    | Achilles 1894   |

### Zondagclubs
N.B. Clubs gemarkeerd met * werden kampioen na beslissingswedstrijd, met ** na beslissingswedstrijden (halve-competitie).
| West I | West I                | West II | West II        | Zuid I | Zuid I               | Zuid II | Zuid II        | Oost | Oost                 | Noord | Noord            |
| C.     | Kampioen              | C.      | Kampioen       | C.     | Kampioen             | C.      | Kampioen       | C.   | Kampioen             | C.    | Kampioen         |
| ------ | --------------------- | ------- | -------------- | ------ | -------------------- | ------- | -------------- | ---- | -------------------- | ----- | ---------------- |
| 1A     | VPV Purmersteijn      | 1B      | RKSV Leonidas  | 1C     | VV Baronie           | 1D      | SV Meerssen    | 1E   | BVC '12              | 1F    | Achilles 1894    |
|        |                       |         |                |        |                      |         |                |      |                      |       |                  |
| 2A     | FC Uitgeest           | 2C      | SV Den Hoorn   | 2E     | Rood-Wit W           | 2G      | FC Hoensbroek  | 2I   | RKZVC                | 2K    | GAVC             |
| 2B     | AGB                   | 2D      | Spartaan'20    | 2F     | Oirschot Vooruit     | 2H      | Wilhelmina '08 | 2J   | SV Schalkhaar *      | 2L    | FC Assen         |
|        |                       |         |                |        |                      |         |                |      |                      |       |                  |
| 3A     | VV Texel '94 *        | 3A      | KDO            | 3A     | RKSV Cluzona         | 3A      | Sportclub '25  | 3A   | VOGIDO               | 3A    | VV Oerterp       |
| 3B     | HSV                   | 3B      | OLIVEO         | 3B     | VV Beek Vooruit      | 3B      | Centrum Boys   | 3B   | VV Lemelerveld       | 3B    | GOMOS            |
| 3C     | FC Weesp              | 3C      | ONA            | 3C     | TGG                  | 3C      | SC Irene       | 3C   | SV Bon Boys          | 3C    | Asser Boys       |
| 3D     | CVV Vriendenschaar *  | 3D      | SV Slikkerveer | 3D     | Wilhelmina Boys      | 3D      | RKSV Margriet  | 3D   | Union                | 3D    | SV Epe           |
|        |                       |         |                |        |                      |         |                |      |                      |       |                  |
| 4A     | Hollandia T           | 4A      | SV Bernardus   | 4A     | VV Luctor '88        | 4A      | VV Walram      | 4A   | Saasveldia           | 4A    | Renado           |
| 4B     | VV Grasshoppers       | 4B      | SVV            | 4B     | RBC                  | 4B      | VV De Leeuw    | 4B   | Barbaros             | 4B    | VV Gorredijk     |
| 4C     | SV Vrone              |         |                | 4C     | UVV '40              | 4C      | LHC            | 4C   | AD '69               | 4C    | VV Siddeburen    |
| 4D     | SV Alliance '22       |         |                | 4D     | FC Engelen           | 4D      | FCV            | 4D   | VIOD D               | 4D    | EMMS             |
| 4E     | SDZ *                 |         |                | 4E     | Spoordonkse Boys     | 4E      | Brevendia      | 4E   | RKSV Brakkenstein    | 4E    | USV              |
| 4F     | VV Nederhorst         |         |                | 4F     | RKVV Wilhelmina      | 4F      | SV Ysselsteyn  | 4F   | RKVV HAVO            |       |                  |
| 4G     | Zwaluwen Utrecht 1911 |         |                | 4G     | BES                  | 4G      | Unitas '59     | 4G   | KCVO                 |       |                  |
|        |                       |         |                |        |                      | 4H      | Hapse Boys     | 4H   | SV Dalfsen           |       |                  |
|        |                       |         |                |        |                      | 4I      | DVG            |      |                      |       |                  |
|        |                       |         |                |        |                      |         |                |      |                      |       |                  |
| 5A     | FC Medemblik          |         |                | 5A     | RKVV Nieuw Borgvliet | 5A      | VV Keer        | 5A   | Sportlust Glanerbrug | 5A    | VV De Blesse     |
| 5B     | VV Knollendam         |         |                | 5B     | SAB                  | 5B      | KVC Oranje     | 5B   | VV Buurse            | 5B    | VV de Wâlden     |
| 5C     | ZTS                   |         |                | 5C     | Dussense Boys        | 5C      | VV Linne       | 5C   | VV Terborg           | 5C    | TLC *            |
| 5D     | VV 't Goy **          |         |                | 5D     | RKKSV                | 5D      | KSV Horn       | 5D   | Sv Twello            | 5D    | Blauw Geel '15 * |
|        |                       |         |                | 5E     | SV Tivoli            | 5E      | Neerkandia     | 5E   | Krayenhoff           | 5E    | WKE-16           |
|        |                       |         |                |        |                      | 5F      | SV Brandevoort | 5F   | SC Veluwezoom        | 5F    | VV PJC           |
|        |                       |         |                |        |                      | 5G      | VV Heijen      | 5G   | Sportclub Deventer   |       |                  |
|        |                       |         |                |        |                      | 5H      | SCMH           |      |                      |       |                  |

### Beslissingswedstrijden
In twaalf competities eindigden twee clubs bovenaan met een gelijk puntentotaal, het kampioenschap in deze competities werd beslist door een beslissingswedstrijd op neutraal terrein. In zondag 5D van het district West-I eindigden drie teams bovenaan met het zelfde punten aantal, zij speelden onderling een halve competitie, waarbij elke ploeg een keer thuis en een keer uit speelde, om het klassekampioenschap.

## Vrouwen
Bij de vrouwen behaalden de vrouwen van AFC Ajax voor het eerst de landstitel. Debuterende derdeklasser VV Nieuw Roden (zaterdag 3G) werd voor het tweede opeenvolgende seizoen klassekampioen.

### Landelijk
N.B. Clubs gemarkeerd met * werden kampioen na beslissingswedstrijd.
| Eredivisie    | Eredivisie    | AFC Ajax          |               |             |                   |
|               |               |                   |               |             |                   |
| Topklasse     | Topklasse     | Ter Leede         |               |             |                   |
| Zaterdagclubs | Zaterdagclubs | Zaterdagclubs     | Zondagclubs   | Zondagclubs | Zondagclubs       |
| Competitie    | Competitie    | Kampioen          | Competitie    | Competitie  | Kampioen          |
| Hoofdklasse   | A             | RCL               | Hoofdklasse   | B           | FC Eindhoven AV * |
|               |               |                   |               |             |                   |
| Eerste klasse | A             | SC Klarenbeek     | Eerste klasse | C           | vv Rigtersbleek   |
| Eerste klasse | B             | Heerenveense Boys | Eerste klasse | D           | VV Bavel          |

### Districtsniveau
N.B. Clubs gemarkeerd met * werden kampioen na beslissingswedstrijd.
| Zaterdagclubs | Zaterdagclubs | Zaterdagclubs  | Zondagclubs   | Zondagclubs  | Zondagclubs    |
| Competitie    | Competitie    | Kampioen       | Competitie    | Competitie   | Kampioen       |
| ------------- | ------------- | -------------- | ------------- | ------------ | -------------- |
| Tweede klasse | A (West I)    | SC 't Gooi     | Tweede klasse | E (West I)   | De Blokkers    |
| Tweede klasse | B (West II)   | RVVH-2         | Tweede klasse | F (Zuid I)   | HRC '14        |
| Tweede klasse | C (Oost)      | AZSV           | Tweede klasse | G (Zuid II)  | VV Nijnsel     |
| Tweede klasse | D (Noord)     | ACV            | Tweede klasse | H (Oost)     | DVC'26         |
|               |               |                |               |              |                |
| Derde klasse  | 3A (West I)   | CSW            | Derde klasse  | 3A (West I)  | De Kennemers * |
| Derde klasse  | 3B (West II)  | CVV Berkel-2 * | Derde klasse  | 3B (West I)  | SV Houten      |
| Derde klasse  | 3C (Zuid I)   | SSS-2          | Derde klasse  | 3C (West II) | AAC-Olympia    |
| Derde klasse  | 3D (Oost)     | SC Hoevelaken  | Derde klasse  | 3D (Zuid I)  | VIVOO          |
| Derde klasse  | 3E (Oost)     | DVS '33        | Derde klasse  | 3E (Zuid I)  | Geusselt Sport |
| Derde klasse  | 3F (Noord)    | VV Heino       | Derde klasse  | 3F (Zuid II) | RKSV Nemelaer  |
| Derde klasse  | 3G (Noord)    | VV Nieuw Roden | Derde klasse  | 3G (Oost)    | VIOS B         |
| Derde klasse  | 3H (Noord)    | VV Helpman     | Derde klasse  | 3H (Oost)    | NSVV FC Kunde  |

### Beslissingswedstrijden
In drie competities eindigden twee clubs bovenaan met een gelijk puntentotaal, het kampioenschap in elk van deze competities werd beslist door een beslissingswedstrijd op neutraal terrein.
2002/03 · 2003/04 · 2004/05 · 2005/06 · 2006/07 · 2007/08 · 2008/09 · 2009/10 · 2010/11 · 2011/12 · 2012/13 · 2013/14 · 2014/15 · 2015/16 · 2016/17 · 2017/18 · 2018/19